# Oranjemund (stad)
Oranjemund is sinds 2012 een stad (Engels: town) in het gelijknamige kiesdistrict in de regio !Karas in Namibië.
Oranjemund ligt aan de Atlantische Oceaan op de noordelijke oever van de in deze oceaan uitmondende Oranjerivier (waaraan de stad haar naam dankt) aan de grens met Zuid-Afrika, nabij het op de zuidelijke oever van de rivier gelegen Alexanderbaai. Oranjemund werd gesticht in 1936 en dankt zijn ontstaan aan de diamantmijnbouw in het ten noorden van de stad gelegen Sperrgebiet. Het is een van de voornaamste diamantcentra ter wereld. Bijna alle volwassenen zijn in dienst van de tot de De Beersgroep behorende Consolidated Diamond Mines of South West Africa (CDM).
Oranjemund heeft een klein vliegveld met lijnvluchten (verzorgd door Air Namibia) naar Windhoek, Walvisbaai, Lüderitz en Kaapstad. Ook bestaan er bootverbindingen met Lüderitz en Alexanderbaai.